# Alle Menschen müssen sterben
 (février 2024).
Si vous disposez d'ouvrages ou d'articles de référence ou si vous connaissez des sites web de qualité traitant du thème abordé ici, merci de compléter l'article en donnant les références utiles à sa vérifiabilité et en les liant à la section « Notes et références ».

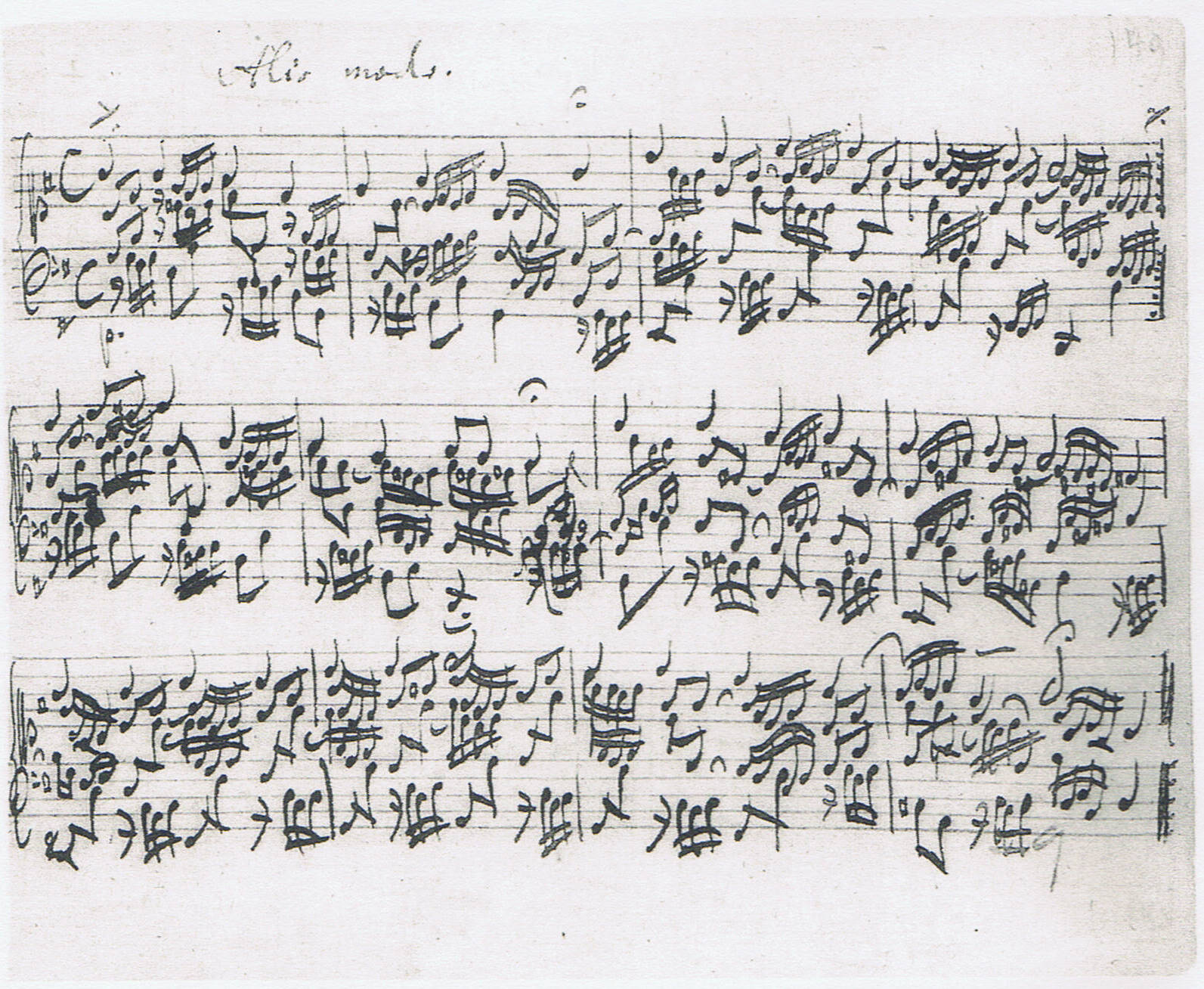
BWV643

Alle Menschen müssen sterben BWV 643 (en français « Tous les hommes doivent mourir ») est un choral de Jean-Sébastien Bach en sol majeur, issu de l'Orgelbüchlein (le « Petit livre d'orgue »). L'alto  et le ténor  sont en homorythmie presque constante, tandis que le pédalier développe de façon presque permanente l'enchaînement caractéristique de ce choral, quart de soupir/trois doubles croches/deux croches. Certains interprètes jouent ce choral assez rapidement pour faire ressortir ce motif rythmique allègre (en dépit du titre funèbre), d'autres le jouent plus lentement. 

## Discographie
- Luc-André Marcel, Bach, éditions du Seuil, collection « Microcosme », 1979
- 45 chorals de l'Orgelbüchlein par G. C. Baker, FY
- 45 chorals de l'Orgelbüchlein par Chapuis, Valois
- 45 chorals de l'Orgelbüchlein par Litaize, Decca